# Pedralva (Braga)
Pedralva ist eine Gemeinde im Norden Portugals.

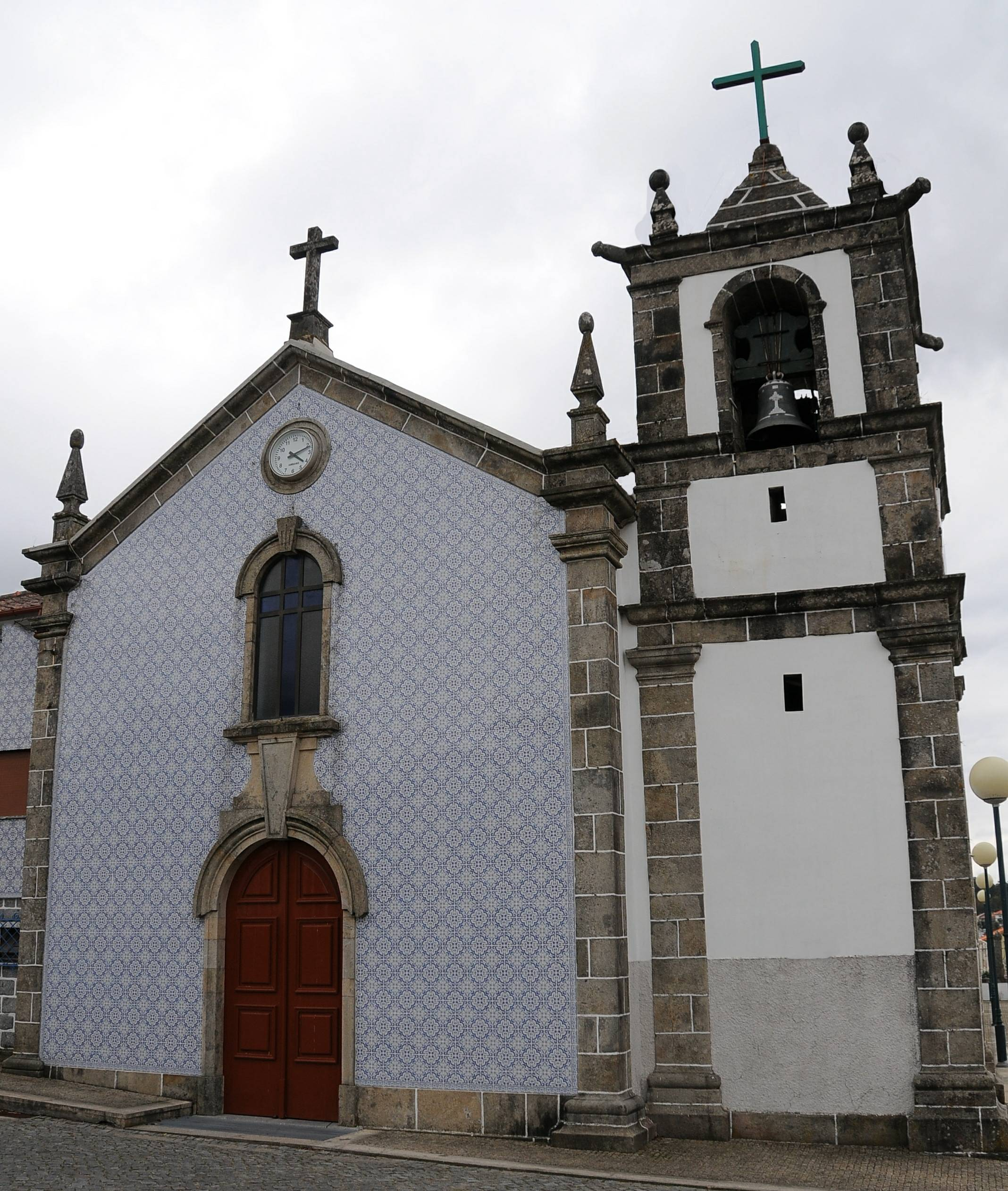
Kirche von Pedralva

Pedralva gehört zum Kreis Braga im gleichnamigen Distrikt Braga, besitzt eine Fläche von 8,1 km² und hat 1060 Einwohner (Stand 19. April 2021). Der Ort ist nur gering urbanisiert.